# Boy with Luv
Boy with Luv (작은 것들을 위한 시?, Jag-eun geotdeur-eul wihan siLR; lett. "Poesia per le piccole cose") è un singolo del gruppo sudcoreano BTS in collaborazione con Halsey, pubblicato il 12 aprile 2019 come primo estratto dal sesto EP del gruppo Map of the Soul: Persona.
Il 24 giugno 2019 ha ricevuto la certificazione Platino dalla RIAA. Billboard l'ha inserita tra le "100 canzoni migliori del 2019" e Melon in 74ª posizione tra le canzoni K-pop più belle pubblicate fino al 2021.

## Descrizione
La canzone è scritta in si minore e ha un tempo di 120 battiti per minuto. Il testo parla dell'interesse verso il prossimo e della gioia di un amore umile. Contiene riferimenti al brano Boy In Luv, pubblicato dai BTS nel 2014, del quale decostruisce la mentalità adolescenziale, ed è stata descritta come una "canzone pop colorata ed estiva" donata dal gruppo ai propri fan.
Una versione in giapponese è contenuta nel singolo del 2019 Lights/Boy with Luv.

## Video musicale

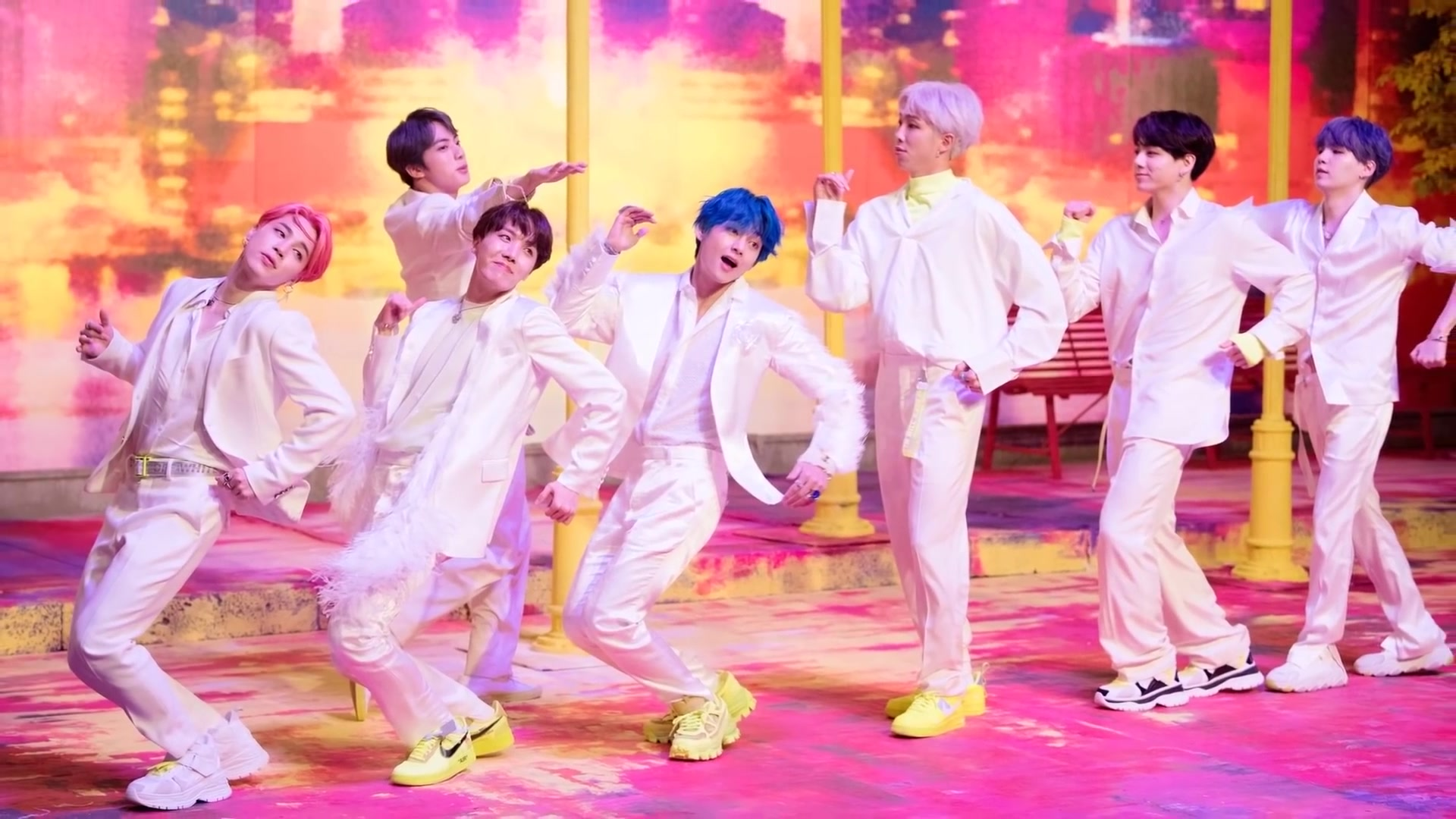
I BTS sul set di Boy with Luv, marzo 2019.

Il video musicale è uscito il 12 aprile 2019 e omaggia il film Cantando sotto la pioggia. Su YouTube ha accumulato 74,6 milioni di visualizzazioni in ventiquattro ore dall'uscita, segnando tre record del mondo per il Guinness dei primati: video più visto su YouTube in 24 ore, video musicale più visto su YouTube in 24 ore, e video musicale di un gruppo K-pop più visto su YouTube in 24 ore, record che hanno mantenuto fino a giugno 2020. Il 24 ottobre 2020 è diventato il secondo video del gruppo a superare un miliardo di visualizzazioni. Dal caricamento al 21 agosto 2023 ha raccolto oltre un miliardo e 700 milioni di contatti.
Il 27 aprile è stata caricata una nuova versione della clip, battezzata "'ARMY With Luv' ver." (ARMY è il nome del fandom dei BTS), contenente alcune scene diverse o montate in un altro ordine. Come audio è stata usata la versione studio della canzone, con una maggior partecipazione di Halsey, mentre per il videoclip originale era stato fatto uso di una registrazione realizzata in gran parte dai soli BTS.
Entrambi i video sono diretti da Choi Yong-seok dello studio Lumpens, con Guzza, Yoon Ji-hye e Park Hye-jeong come assistenti alla regia. Il direttore della fotografia è Nam Hyun-woo della GDW, mentre Park Jin-sil e Kim Bo-na della MU:E fanno da direttori artistici, assistiti da Ahn Ye-min, Lee Hyung-seoung e Kim Gyu-hee. Song Hyun-suk è il tecnico delle luci.

## Esibizioni dal vivo
Il 13 aprile 2019, i BTS hanno portato Boy with Luv in scena a Saturday Night Live, diventando il primo artista asiatico ad esibirsi in diretta durante il programma.
Il 1º maggio l'hanno eseguita ai Billboard Music Award insieme a Halsey, il 15 maggio al concerto di Good Morning America a Central Park e il 16 maggio al The Late Show with Stephen Colbert, con una performance che ha reso omaggio ai The Beatles. Il 21 maggio si sono esibiti durante la finale di The Voice, mentre il 31, dopo essersi spostati in Europa per proseguire il tour Speak Yourself, alla semifinale della tredicesima stagione di Britain's Got Talent.
La versione giapponese di Boy with Luv è stata eseguita per la prima volta dal vivo al festival The Music Day del 6 luglio 2019 su Nippon Television.
Bow with Luv è stata portata sul palco degli Mnet Asian Music Award 2019 e dei Melon Music Award 2019, in quest'ultimo caso in congiunzione con Boy in Luv, oltre che al SBS Gayo Daejun e al KBS Song Festival rispettivamente il 25 e il 27 dicembre, al KIIS-FM Jingle Ball a Los Angeles con Halsey, durante la Dick Clark's New Year's Rockin' Eve il 31 dicembre 2019 a Times Square, e come parte della scaletta dell'iHeart Radio Music Festival il 19 settembre 2020.

## Tracce
Testi e musiche di Pdogg, RM, Melanie Joy Fontana, Michel "Lindgren" Schulz, Hitman Bang, Suga, Emily Weisband, J-Hope e Halsey.
1. Boy with Luv (feat. Halsey) – 3:49

## Formazione
Crediti tratti dalle note di copertina di Map of the Soul: 7.
- Jin – voce
- Suga – rap
- J-Hope – rap, scrittura
- RM – rap, scrittura, arrangiamento rap, registrazione
- Jimin – voce
- V – voce
- Jung Kook – voce, ritornello

### Produzione
- Adora – editing digitale
- "Hitman" Bang – scrittura
- Melanie Joy Fontana – scrittura, ritornello
- Halsey – scrittura, ritornello
- Jaycen Joshua – missaggio
- Lee Tae-wook – chitarra
- Park Jin-se – registrazione
- Pdogg – produzione, scrittura, tastiera, sintetizzatore, arrangiamento voci e rap, registrazione, editing digitale
- Michel "Lindgren" Schultz – scrittura, registrazione
- Emily Weisband – scrittura
- Alex Williams – registrazione

## Classifiche

### Classifiche settimanali
| Classifica (2019-23) | Posizione massima |
| -------------------- | ----------------- |
| Argentina            | 21                |
| Australia            | 10                |
| Austria              | 27                |
| Belgio (Fiandre)     | 54                |
| Belgio (Vallonia)    | 67                |
| Canada               | 7                 |
| Corea del Sud        | 1                 |
| Estonia              | 4                 |
| Finlandia            | 20                |
| Francia              | 114               |
| Germania             | 47                |
| Giappone             | 12                |
| Grecia               | 4                 |
| Irlanda              | 14                |
| Italia               | 60                |
| Lettonia             | 5                 |
| Lituania             | 2                 |
| Malaysia             | 1                 |
| Norvegia             | 24                |
| Nuova Zelanda        | 12                |
| Paesi Bassi          | 58                |
| Paraguay             | 52                |
| Perù                 | 88                |
| Polonia              | 57                |
| Portogallo           | 14                |
| Regno Unito          | 13                |
| Repubblica Ceca      | 11                |
| Singapore            | 4                 |
| Slovacchia           | 4                 |
| Spagna               | 65                |
| Stati Uniti          | 8                 |
| Svezia               | 29                |
| Svizzera             | 27                |
| Ungheria             | 6                 |
| Vietnam              | 8                 |

### Classifiche di fine anno
| Classifica (2019) | Posizione |
| ----------------- | --------- |
| Corea del Sud     | 5         |
| Malaysia          | 4         |
| Singapore         | 3         |
| Ungheria          | 93        |
| Classifica (2020) | Posizione |
| Corea del Sud     | 12        |
| Classifica (2021) | Posizione |
| Corea del Sud     | 37        |
| Classifica (2022) | Posizione |
| Corea del Sud     | 119       |

## Date di pubblicazione
| Paese       | Data           | Formato                    | Eticietta                                            | Note   |
| ----------- | -------------- | -------------------------- | ---------------------------------------------------- | ------ |
| Mondo       | 12 aprile 2019 | Musica digitale, Streaming | Big Hit Entertainment, Columbia Records, Astralwerks | [ 92 ] |
| Stati Uniti | 16 aprile 2019 | Contemporary hit radio     | Big Hit Entertainment, Columbia Records              | [ 93 ] |
| Italia      | 26 maggio 2019 | Contemporary hit radio     | Sony Music Entertainment                             | [ 94 ] |

## Riconoscimenti
- BreakTudo Awards
  - 2019 – Candidatura Video musicale dell'anno[95]
- E! People's Choice Awards
  - 2019 – Candidatura Video musicale dell'anno[96]
- Circle Chart Music Award
  - 2020 – Candidatura Canzone del mese – aprile[97]
- Golden Disc Award[98]
  - 2020 – Daesang - sezione canzoni
  - 2020 – Bonsang - sezione canzoni
- iHeart Radio Music Awards
  - 2020 – Miglior video musicale[99]
- KOMCA Award
  - 2021 – Canzone dell'anno[100]
- Korean Music Award[101]
  - 2020 – Candidatura Canzone dell'anno
  - 2020 – Candidatura Miglior canzone pop
- Melon Music Award[102]
  - 2019 – Canzone dell'anno
  - 2019 – Miglior traccia dance (uomini)
- Melon Popularity Award
  - Premio popolarità settimanale (22 e 29 aprile, 6, 13 e 20 maggio 2019)[103]
- Meus Prêmios Nick
  - 2019 – Hit internazionale preferita[104]
- Mnet Asian Music Award[105]
  - 2019 – Canzone dell'anno
  - 2019 – Miglior video musicale
- MTV Europe Music Awards
  - 2019 – Candidatura Miglior collaborazione[106]
- MTV Video Music Awards[107]
  - 2019 – Miglior video K-pop
  - 2019 – Candidatura Miglior collaborazione
  - 2019 – Candidatura Miglior direzione artistica
  - 2019 – Candidatura Miglior coreografia
- Myx Music Awards[108]
  - 2020 – Miglior video internazionale
- NME Awards
  - 2020 – Candidatura Miglior collaborazione[109]
- Premios Telehit
  - 2019 – Candidatura Miglior video del pubblico[110]
- Teen Choice Awards
  - 2019 – Miglior collaborazione[111]

### Premi dei programmi musicali
- Inkigayo
  - 28 aprile 2019[112]
  - 12 maggio 2019[113]
  - 19 maggio 2019[114]
- M Countdown
  - 25 aprile 2019[115]
- Music Bank
  - 19 aprile 2019[116]
  - 26 aprile 2019[117]
  - 3 maggio 2019[118]
  - 17 maggio 2019[119]
  - 24 maggio 2019[120]
  - 14 giugno 2019[121]
  - 21 giugno 2019[122]
- Show Champion
  - 24 aprile 2019[123]
- Show! Eum-ak jungsim
  - 20 aprile 2019[124]
  - 27 aprile 2019[125]
  - 11 maggio 2019[126]
  - 18 maggio 2019[127]
  - 25 maggio 2019[128]
  - 1 giugno 2019[129]
  - 8 giugno 2019[130]
  - 15 giugno 2019[131]
  - 22 giugno 2019[132]

### Guinness dei primati
Record passato, in seguito infranto da un'altra canzone.
| Anno | Primato                                                          | Fonti         |
| ---- | ---------------------------------------------------------------- | ------------- |
| 2019 | Video musicale di un gruppo K-pop più visto su YouTube in 24 ore | [ 27 ] [ 28 ] |
| 2019 | Video più visto su YouTube in 24 ore                             | [ 27 ] [ 28 ] |
| 2019 | Video musicale più visto su YouTube in 24 ore                    | [ 27 ] [ 28 ] |